# 投売り
投売り（なげうり、投げ売りとも書く）は、小売店が不良在庫を償却する目的で赤字覚悟で商品を売り出すこと。これを大々的に宣伝することで大きな集客効果が見込まれることが多々あるため、逆に集客効果を見込む目的で赤字で販売することもある。

## 解説
この手法は、小売店が対価を支払って入荷した商品を入荷したときの額よりも低い額で行うため小売店側にとっては損失となる。しかし投売りによって、売れ残って店頭の一角を埋め尽くしていた商品を無くすことができ、またそれが利益は出なくとも収入となるため、新たな商品の入荷や店舗の維持などの費用に充てることができるため、得られる効果は少なかれある。しかし日常的に投売りを行っていると本来販売するべき商品が割高に感じるようになり、それらの収入が減少したり、また転売屋や同業者を呼び寄せる結果となり、マイナス効果が大きくなることがある。